# Lgniąca
Lgniąca – kolonia wsi Pokrzywnica, w Polsce położona w województwie mazowieckim, w powiecie pułtuskim, w gminie Pokrzywnica.
Główną drogę kolonii stanowi al. Fatimska, która odchodzi od głównego skrzyżowania w Pokrzywnicy i kończy swój bieg właśnie w Lgniącej stykając się z miejscowością Domosław, w Gminie Winnica.